# Алан Кійз
Алан Лі Кійз (англ. Alan Lee Keyes; нар. 7 серпня 1950, Нью-Йорк) — американський консервативний політичний діяч. Був кандидатом у президенти (1996, 2000, 2008) і сенатори, радіоведучий.

## Біографія
Виріс на військових базах навколо Сполучених Штатів і Європи. Він здобув ступінь у галузі політології в Гарвардському університеті 1972 року і докторський ступінь у тому ж університеті 1979 року.
Політичну кар'єру розпочав у Державному департаменті 1978 року, як протеже Джин Кіркпатрік. Між 1983 і 1985 він був помічником Держсекретаря США у справах міжнародних організацій, а також працював в адміністрації Рейгана, дослідником в Американському інституті підприємництва.
1988 року він зробив першу спробу стати сенатором у штаті Меріленд, але отримав тільки 38 відсотків голосів. Замість цього він став головою організації «Громадяни проти марнотратства уряду», звертаючи увагу на марну витрату державних коштів.
Він вирішив знову спробувати отримати місце в Сенаті 1992 року, але цього разу він отримав тільки 29 відсотків голосів. Кійз почав вести власне радіо ток-шоу America's Wake-Up Call: The Alan Keyes Show, і написав книгу Masters of the Dream och Our Character, Our Future[джерело?]. 1993 року він став засновником Комітету політичних дій чорної Америки, яка надає гранти для консервативних афроамериканців.
2004 року змагався за місце у Сенаті США від штату Іллінойс, однак перемогу отримав кандидат від Демократичної партії Барак Обама. Кійз отримав лише 27 відсотків голосів.
Католик, відомий своєю сильною опозицією до абортів і федерального прибуткового податку.